# Chengjiao (sockenhuvudort i Kina, Heilongjiang Sheng, lat 48,22, long 126,51)
Chengjiao (kinesiska: 城郊, 城郊乡) är en sockenhuvudort i Kina. Den ligger i provinsen Heilongjiang, i den nordöstra delen av landet, omkring 270 kilometer norr om provinshuvudstaden Harbin. Antalet invånare är 20 897. Befolkningen består av 10 160 kvinnor och 10 737 män. Barn under 15 år utgör 11,0 %, vuxna 15-64 år 79 %, och äldre över 65 år 9,0 %.
Runt Chengjiao är det ganska tätbefolkat, med 124 invånare per kvadratkilometer. Närmaste större samhälle är Bei'an, 8,4 km nordost om Chengjiao. Trakten runt Chengjiao består till största delen av jordbruksmark.
Genomsnittlig årsnederbörd är 950 millimeter. Den regnigaste månaden är juli, med i genomsnitt 297 mm nederbörd, och den torraste är februari, med 13 mm nederbörd.